# Adam Dziewoński
Adam Marian Dziewoński (Lwów, 15 de noviembre de 1936-Cambridge, 1 de marzo de 2016) fue un geofísico polaco-estadounidense que hizo contribuciones fundamentales a la determinación de la estructura a gran escala del interior de la Tierra y la naturaleza de los terremotos utilizando métodos sismológicos. Pasó la mayor parte de su carrera en la Universidad de Harvard, donde fue profesor Frank B. Baird, Jr. de ciencias.

## Biografía
Nació en Lwów (ahora Leópolis), Segunda República polaca (actualmente Ucrania). Después de haber obtenido una maestría de la Universidad de Varsovia en 1960, y un doctorado en Ciencias Técnicas de la Academia de Minas y Metalurgia de Cracovia en 1965, enseñó en la Universidad de Texas en Dallas durante varios años antes de instalarse en la Universidad de Harvard.
En las décadas de 1960 y 1970, el y sus colaboradores sentaron las bases para comprender la causa subyacente de los movimientos de las placas tectónicas explorando las corrientes  de convección en el manto terrestre con mapas radiales de variaciones de propiedades sísmicas, basados en mediciones de ondas sísmicas. Estos estudios llevaron al desarrollo del Modelo Terrestre de Referencia Preliminar (PREM) en colaboración con Don Anderson; el PREM estableció un modelo radial preciso de la Tierra para velocidades, atenuación y densidad sísmicas.
A partir de la década de 1980, dirigió dos esfuerzos de investigación originales y poderosos. Extendió los modelos radiales de la Tierra para que fueran completamente tridimensionales, y en el camino mapeó e interpretó cuatro "grandes" estructuras. Los cuatro incluyen dos regiones con velocidades de onda superiores a la media, que se supone que son un manto frío y que se hunde, una bajo el borde occidental de América y la otra bajo el sur de Eurasia. Las otras dos características son regiones a gran escala con velocidades de onda más lentas que el promedio, de las que se infiere que son superplumas calientes y ascendentes, ubicadas en el fondo del manto, en medio del océano Pacífico y África.
Su otra dirección de investigación determinó sistemáticamente la orientación y magnitud de la deformación de la mayoría de los terremotos importantes que han sido bien registrados. Estos resultados se conocen como Harvard CMT (soluciones de tensor de momento centroide) y Göran Ekström y Meredith Nettles continúan hoy en el Observatorio Terrestre Lamont-Doherty como el Proyecto Global CMT.
Recibió numerosos honores y premios por sus logros científicos, entre ellos la Medalla de Oro de la Fundación Ettore Majorana y el Centro para la Cultura Científica (1999), la Medalla Harry Fielding Reid de la Sociedad Sismológica de América (1999), el Premio Crafoord de la Real Academia Sueca de Ciencias (1998), y la Medalla Bowie de la Unión Geofísica Americana (2002)  En 1995 también fue elegido miembro de la Academia Nacional de Ciencias de Estados Unidos. Falleció en Cambridge, Massachusetts, el 1 de marzo de 2016.